# Zlatá brána (Kyjev)
Zlatá brána (ukrajinsky Золоті ворота, Zoloti vorota) byla jednou ze tří bran kyjevského opevnění v období 11. století, kdy byl Kyjev hlavním městem Kyjevské Rusi. Název měl připomínat Zlatou bránu v Istanbulu, někdejší Konstantinpoli. Stavba byla ve středověku pobořena a její zbytky byly ponechány osudu. V roce 1982 bylo rozhodnuto o jejím obnovení, což ale vyvolalo vlnu spekulací, jak přesně brána vypadala. Nedaleko brány leží stanice metra Zoloti vorota.

## Dějiny
Brána byla vystavěna mezi lety 1017 a 1024 za vlády knížete Jaroslava Moudrého, zhruba ve stejnou dobu jako kyjevská Katedrála sv. Sofie. Dříve nesla jméno Jižní. Byla součástí dnes již neexistujícího opevnění Kyjeva, které bylo dlouhé jen 3,5 kilometru. V roce 1240 byla poničena vojáky Zlaté hordy. Poté se brána začala postupně rozpadat. V roce 1832 byly dle rozhodnutí metropolity Eugenia vykopány zbytky brány. V roce 1982 byla brána zrekonstruována k 1500. výročí založení města. Tato rekonstrukce zůstává dodnes kontroverzní. Někteří historici požadují, aby byla brána zbořena a ruiny původní brány vystaveny v muzeu.
Od roku 1997 se nedaleko západní strany brány nachází pomník knížete Jaroslava I. Moudrého.